# William Henry Gist
William Henry Gist, född 22 augusti 1807 i Charleston i South Carolina, död 30 september 1874 i Union County, South Carolina, var en amerikansk politiker (demokrat). Han var South Carolinas guvernör 1858–1860 och en drivande kraft bakom South Carolinas utträde ur USA inför amerikanska inbördeskriget.
Gist studerade vid South Carolina College (senare University of South Carolina). År 1848 valdes han till viceguvernör. Han tillträdde aldrig formellt viceguvernörsämbetet men var ändå tillförordnad viceguvernör 1848–1850. Gist var ledamot av South Carolinas senat 1844–1855 och ville inte avgå från den posten trots att han valdes till viceguvernör. I enlighet med South Carolinas konstitution hade han förutsatts att avgå som delstatssenator för att officiellt installeras som viceguvernör.
Gist efterträdde 1858 Robert Francis Withers Allston som South Carolinas guvernör och efterträddes 1860 av Francis Wilkinson Pickens. Gist förespråkade South Carolinas utträde ur USA, ett mål som han särskilt prioriterade efter Abraham Lincolns valseger i presidentvalet i USA 1860. South Carolina beslutade om utträde i december 1860.
Gist avled 1874 och gravsattes i Union County i South Carolina.